# Macrotis lagotis
Espèce
Statut de conservation UICN

 VU C1 : Vulnérable
Statut CITES
Macrotis lagotis, appelé en français bilby, bandicoot lapin ou grand bandicoot lapin, est une espèce de marsupial du désert. Il doit son nom de bilby au ''Yuwaalaraay'', un langage aborigène dans lequel cela signifie « rat à long nez ».

## Description

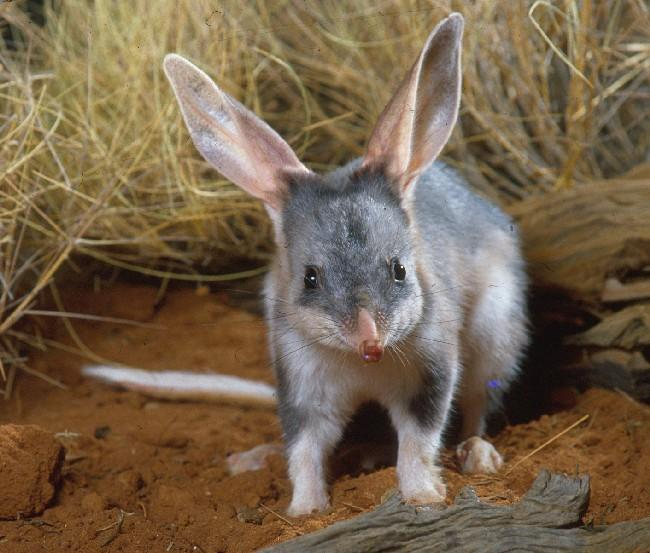
Un bilby.

Le bilby mesure de 29 à 55 cm de long. Il y a un fort dimorphisme sexuel, la femelle pèse de 600 à 1 100 g et le mâle de 800 à 2 500 g. Le pelage est gris-bleuté avec des taches beiges sur le dos et blanc ou crème sur le ventre. Le début de la queue est gris-bleu comme le dos, puis noire et la dernière partie est blanche.
Il a un museau pointu, de grandes oreilles dépourvues de poils, une ouïe fine, un odorat perçant mais une vue basse. Ses pattes avant, très puissantes, munies de griffes lui servent à déterrer ses aliments ou creuser son terrier.

## Répartition et habitat
On le trouve dans les zones semi-désertiques (prairies ou savanes d'acacias du Territoire du Nord et de l'Australie Occidentale) ainsi que dans le sud-ouest du Queensland.

## Alimentation

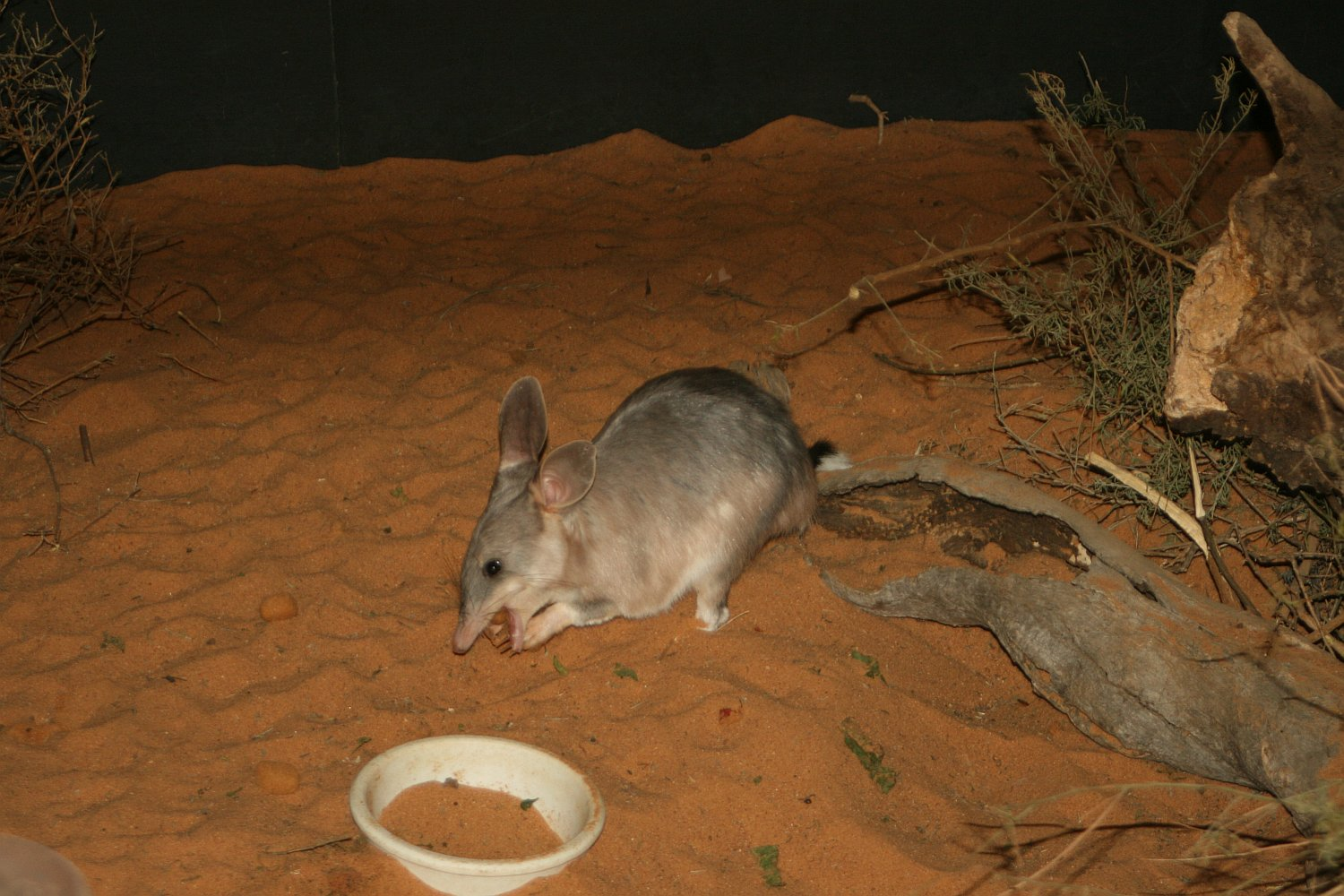
Bilby en train de manger.

Le bilby est omnivore, il se nourrit de graines (notamment des espèces d'herbes Dactyloctenium radulans et Yakirra australiense), de bulbes (Cyperus bulbosus), de larves, de termites, de fourmis, d'araignées, de fruits, de champignons, de lézards et occasionnellement d'œufs, d'escargots et de petits mammifères. Il ne boit pas, l'eau contenue dans les aliments qu'il consomme suffit à ses besoins.
Son régime alimentaire varie selon les régions et les saisons, il est opportuniste. Les invertébrés sont consommés en plus grande quantité en été, lorsqu'ils sont plus abondants. En revanche les plantes, dont la disponibilité ne varie pas, sont consommées en proportion égale durant toute l'année. 

## Mode de vie
Le bilby est plutôt solitaire mais peut vivre en couple. Il creuse des terriers en spirale d'environ 2 m de profondeur et 3 m de long. Ces terriers possèdent de nombreuses entrées en cas d'attaque d'un prédateur. Un bilby peut avoir plusieurs terriers sur son territoire. Le territoire de la femelle mesure généralement entre 0,2 et 1,5 km2 et celui de mâle entre 1,5 et 3,2 km2. Les territoires de deux bilbies peuvent se chevaucher.
Le bandicoot lapin est nocturne, il sort de son terrier au coucher du soleil pour s'alimenter ou se reproduire.

## Reproduction
Les bilbies sont polygames, ils ne se reproduisent cependant qu'entre individus du même rang social. Il n'y a pas de saison de reproduction. La copulation a lieu dans un terrier, le mâle le marque ensuite de son odeur pour éloigner les mâles de rang inférieur. Lorsque les conditions sont favorables, la femelle peut avoir jusqu'à 4 portées de 1 à 2 petits en moyenne (4 max). La période de gestation est de 14 jours, il s'agit de la plus courte gestation chez les mammifères. Les petits restent ensuite dans la poche (marsupium) de leur mère pendant 75 jours. La poche s'ouvre vers l'arrière, ce qui permet à la femelle de ne pas y faire entrer de terre lorsqu'elle creuse. La femelle a deux types de tétons, à l'intérieur du marsupium et à l'extérieur. Cela permet à la femelle d'élever en même temps deux portées d'âges différents. Ces tétons procurent des laits de compositions distinctes, adaptées à l'âge des petits.
Les petits sont sevrés vers 75 jours.

## Devenir
Chassé pour sa fourrure, empoisonné, piégé avec les lapins ou en compétition avec eux pour l'alimentation, chassé par les renards et les chats sauvages, le bilby est en voie de disparition, classé parmi les espèces vulnérables sur la Liste rouge de l'UICN. Il a disparu de toute l'Australie méridionale et est en voie de réintroduction.
Frank Manthey, Peter McRae et l'association Save the Bilby Fund s'efforcent de le sauver,.
Depuis le 11 septembre 2005, l'Australie a instauré the National Bilby Day (la Journée nationale du bilby) qui doit être commémorée chaque second dimanche de septembre.

## Le bilby de Pâques
Pour sauver le bilby et lutter contre la prolifération des lapins, les Australiens tentent de changer depuis quelques années la légende de Pâques pour sensibiliser les enfants : le lapin de Pâques est désormais remplacé par le bilby de Pâques,.

## Galerie

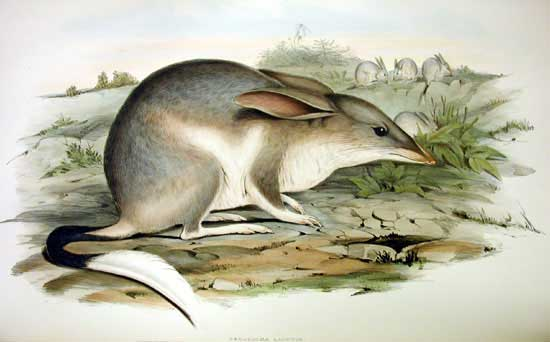
Un bilby (dessin de John Gould, 1863).
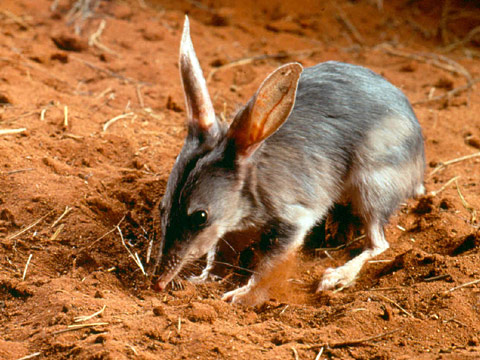
Un bilby.

## Publication originale
- (en) Reid, 1837 : Description of a new species of the genus Perameles (P. lagotis). Proceedings of the Zoological Society of London, p. 129–131.